# گلایدینگن
گلایدینگن (به آلمانی: Gleidingen) یک منطقهٔ مسکونی در آلمان است که در لاتسن واقع شده‌است.
 گلایدینگن  ۴٬۳۳۸ نفر جمعیت دارد.